# 500-е годы до н. э.
500-е (пятисо́тые) го́ды до на́шей э́ры по пролептическому юлианскому календарю — промежуток времени с 1 января 509 года до н. э. по 31 декабря 500 года до н. э., включающий с 509 по 501 годы 10-го десятилетия VI века и 500 год 1-го десятилетия V века 1-го тысячелетия до н. э. Им предшествовали 510-е годы до н. э., за ними следовали 490-е годы до н. э. Они закончились 2525 лет назад.

## Важнейшие события
- 509 (510) — свержения царя Тарквиния Гордого в Риме. Установление Республики.
- 500 — начало греко-персидских войн (до 449 до н. э., с перерывами).

```
10-й год по эре правления луского князя Дин-гуна
[
1
]
.
```

- Конфуций стал советником гуна, что неоднократно отмечает Сыма Цянь[2].
- 500—496 до н. э.— «Министр юстиции» царства Лу Кун-цзы (Конфуций) (551—479).
- В 3 луне был заключён мир Лу и Ци[3]. Летом луский гун встретился с циским хоу в Цзягу[4]. Ли Цзюй (Ли Чу) посоветовал цискому князю при встрече приказать людям из Лай играть на музыкальных инструментах. Когда началась встреча, луский первый советник Кун Цю приказал обезглавить лайцев (согласно гл.47 «Ши цзи», отрубить руки и ноги) и высказал цискому гуну порицание за нарушение ритуала. Циский гун, как пишет Сыма Цянь, «устыдился» и вернул Лу земли в Юнь, Вэньяне (Хуане) и Гуйине[5], летом в Лу прибыл циский посол для возвращения полей[6].
- Летом цзиньский полководец Чжао Ян осадил столицу Вэй[7]. Её жители согласились отдать 500 семей, переселённых в Ханьдань[8]. Цзиньцы одержали победу над Вэй[9].
- Летом и вторично осенью луские полководцы Шусунь Чжоу-цю и Чжунсунь Хе-цзи осаждали город Хоу[10].
- Осенью сунский сановник Э Да-синь бежал в Цао, а другой сунский сановник гун-цзы Ди бежал в Чэнь[11].
- Зимой князья Ци и Вэй и чжэнский посол Ю Су провели съезд в Ань-фу[12].
- Зимой луский посол Шусунь Чжоу-цю поехал в Ци[13].
- Зимой Чэнь, брат сунского князя, с двумя сановниками Чжун То и Ши Коу бежал из Сун в Чэнь[14].
- Умер циский сановник и мудрец Янь Ин[15].
- В Цинь показалась комета[16].

- 560—527 — Тирания Писистрата в Афинах.
- Конец VI века — Проникновение карфагенян в Испанию. Борьба иберских племён с Гадесом. Взятие иберами Гадеса. Освобождение его карфагенянами.
- Конец VI века — Центром этрусков становится Фельсина (ныне Болонья).
- Конец VI века — Правитель Милета Гистиэй, сын Лисагора.
- Конец VI века — Расширение канала, соединяющего Нил с Красным морем.
- Конец VI века — Основание беглецами-халдеями города Герры на южном берегу Персидского залива.
- Конец VI века — Мореход Скилак из Карии, находящийся на службе у Дария, совершает плавание от устья Инда в Красное море.